# 西坡乡 (正宁县)
西坡乡是中国甘肃省庆阳市正宁县下辖的一个乡。

## 行政区划
西坡乡下辖宋畔村、五畔村、西坡村、石家湾子村、高红村、柴桥子村、韩坳村、月南村、西坡林场、秦家梁林场。